# Солена планина
Солената планина или Солен хребет (на урду: کوہ نمک, Кухе-Немек) е ниска планина в Северен Пакистан, разположена между реките Инд на запад и Джелам на изток и юг. Простира се от североизток на югозапад на протежение около 200 km. Представлява стръмно спускащ се на юг куестов отстъп на платото Потвар, разположено северно от нея. Максимална височина връх Сакесар 1522 m. Изградена е от кристалинни шисти, препокрити с варовици и доломити. Разработват се големи находища на каменна сол (Кхевра, Нурпур и др.). Склоновете ѝ са заети от отделни малки горички от бор, акация и дива маслина. В северозападното ѝ подножие са разположени град Равалпинди и столицата Исламабад.